# إرنست هرتسفلد
ارنست اميل هرتسفلد (بالألمانية: Ernst Emil Herzfeld)‏ (1879 – 1948م) هو عالم آثار ألماني. اختص بعلم الآثار وخصوصا آثار بلاد الشام والعراق وفارس.

## ترجمته
ولد في سله Celle (ألمانيا) في 23 حزيران سنة 1879، وتعلم في المدارس الثانوية في فردن Verden وبرلين. درس بعدها الهندسة المعمارية في ميونخ وجامعة برلين التقنية. انهى دراسته عام 1903م. درس أيضا في هذه الفترة علم الآشوريات واللغات الشرقية والتاريخ. وتتلمذ على يد أدورد ماير وككوله، وحصل على الدكتوراه الأولى برسالة عن باسارغاد، سنة 1907.
وتوفي في 21 كانون الثاني سنة 1948 في بازل.

## مولفاته
- النقوش البارزة على الصخور في إيران
- رحلة «أثرية» في مناطق الفرات ودجلة
- على أبواب آسيا
- إيران في الشرق القديم
- زرادشت وعالمه
- عمائر ونقوش في حلب
- الإمبراطورية الفارسية: دراسات في الجغرافيا والإتنوغرافيا في الشرق الأدنى القديم